# Yıldıray Baştürk
Yıldıray Baştürk (Bochum, 24 december 1978) is een in Duitsland geboren voormalig profvoetballer met de Turks-Duitse dubbelnationaliteit. Hij speelde als aanvallende middenvelder.

## Carrière

### Clubcarrière
Baştürk kreeg in het seizoen 2001/02 landelijke bekendheid door zijn transfer naar Bayer Leverkusen. De kleine dribbelaar deed het naar verwachting goed en speelde ook mee in de Champions League finale tegen Real Madrid(2-1 verlies). Na het vertrek van de Duitse trainer Klaus Toppmöller (die ook zijn trainer was bij VfL Bochum) bij Leverkusen, wilde Baştürk ook weg. Er werd verwacht dat hij de stap zou maken naar een Europese topclub maar verrassend ging de dribbelaar naar Hertha. Ondanks interesse van de grote clubs uit Turkije bleef de gastarbeiders zoon spelen in Duitsland. In het seizoen 2007/08 is de speler getransfereerd door VfB Stuttgart.
Op de vraag waarom hij niet in Turkije wilde voetballen antwoordde hij: 'Ik heb in Duitsland een voorbeeldfunctie voor alle Turkse jongeren, ik laat zien hoe ver je toch kunt komen ondanks alle vooroordelen. Wanneer ik vind dat ik over mijn top ben geweest ga ik naar Turkije'.

### Nationale elftal
Baştürk speelde ook voor het nationale elftal van Turkije. Ondanks zijn goede prestaties in clubverband, heeft Baştürk geen potten kunnen breken bij het nationale elftal en is hij geen vaste waarde geworden van het team. Wel was hij een van de deelnemers tijdens het WK van 2002. Hij speelde niet mee bij het EK van 2008.